# Харбона
Харбона (лат. Harbona; ивр. חרבונה‎; с персидского «ослиный») — библейский ветхозаветный персонаж; в Книге Есфирь (Эсф. 1:10) один из семи евнухов, царедворцев персидского царя Ахашвероша (Артаксеркса; ивр. אחשורוש‎), которым последний велел доставить на пир, устроенный им для своих вассалов, царицу Вашти (Астинь).
В другом эпизоде он донёс своему повелителю ο виселице, приготовленной Аманом для Мардохея. По Талмуду (раввин Элазар), Харбона присутствовал на том совещании Амана, где было решено повесить Мардохея, но, видя, что дело приняло другой оборот, «убежал» из этого сообщества; однако за то, что Харбона спас Мардохея, предписывается упоминать его «к доброму».
Варианты написания имени — в Септуагинте — греч. Θάρρα (Эсф. 1:10) и Вουγαθάν = ивр. נגתן‎ (Эсф. 7:9).
Порядок именования семи евнухов:
- Мегуман (Mehuman);
- Бизфа (Biztha; с перс. евнух);
- Харбона (с персидского ослиный);
- Бигфа (Bigtha);
- Абагта (Авагфа; Abagtha; с евр. счастье);
- Зефар (Зетар; Zethar; звезда);
- Каркас (Carcas; орел).